# Giao hưởng thơ
Giao hưởng thơ, hay còn được gọi là thơ giao hưởng hay thơ bằng bằng âm thanh bằng nhạc cụ là một thể loại của nhạc cổ điển, được viết cho dàn nhạc giao hưởng. Đây là một thể loại thể hiện sự kết hợp độc đáo giữa âm nhạc và các lĩnh vực nghệ thuật khác. Đây là một thể loại mà các tác phẩm thuộc thể loại này được xây dựng một chương trình xuất phát từ văn học, hội họa và các nguồn phi âm nhạc khác. Khi các thơ giao hưởng liên kết với nhau thành tổ khúc, chúng đã tạo ra khái niệm cho thể loại này.

## Cách hiểu về thể loại
Khi đề cập đến các bản thơ giao hưởng thơ, chúng ta cũng có thể đề cập đến những tên gọi khác mang tính tương tự như fantasy, tranh âm nhạc, overture.

## Lịch sử
Tiền thân của những bản giao hưởng thơ là những bản overture, những bản nhạc được trình diễn trước khi vở nhạc kịch (opera) bắt đầu. Đặc điểm của chúng đó là có thể được biểu diễn độc lập. Thậm chí, ý tưởng cho sự ra đời của thơ giao hưởng có thể xa hơn khi nhắc đến tác phẩm bộ concerto Bốn mùa của Antonio Vivaldi hay các entr'acte (khúc nhạc chuyển cảnh) xuất hiện trong các vở opera của Pháp thuộc thời kỳ âm nhạc Baroque.
Nhà soạn nhạc người Hungary Franz Liszt là sáng tạo thể loại thơ giao hưởng trên quy mô lớn. Bằng chứng rất rõ ràng là những tác phẩm 1 chương được sáng tác trong khoảng thời gian từ năm 1840 đến năm 1850. Ông dựa vào các bài thơ của các nhà thơ như Alphonse de Lamartine, Victor Hugo, Lord Byron, đồng thời ông cũng dựa vào các vở kịch để có những sáng tác của riêng mình như Hamlet của William Shakespeare. Ấy là chưa kể ông còn lấy câu chuyện từ cả hội họa nữa (đó là bức Từ chiếc nôi đến nấm mồ).

## Một số tác phẩm nổi tiếng[1]
- Người thợ săn xấu số của César Franck
- Tổ quốc tôi của Bedřich Smetana
- Trong thảo nguyên Trung Á của Alexander Borodin
- Vũ điệu thần chết của Camille Saint-Saëns
- Đêm trên núi Trọc của Modest Mussorgsky
- Romeo và Juliet của Pyotr Ilyich Tchaikovsky
- Quay sợi vàng, Con bồ câu rừng của Antonín Dvořák
- Sadko (opera) của Nikolay Rimsky-Korsakov
- Oresteia của Sergey Taneyev
- Khúc dạo đầu buổi chiều của thần điền dã của Claude Debussy
- Don Juan, Till Eulenspiegel, Zarathustra đã nói thế, Một người anh hùng của Richard Strauss
- Người học trò phù thủy của Paul Dukas
- Phần Lan của Jean Sibelius
- Bộ ba thơ giao hưởng La Mã, Những ấn tượng Brazil của Ottorino Respighi
- Khu vườn của Fand của Arnold Bax
- Một người Mỹ ở Paris của George Gershwin
- Nykken của Geirr Tveitt
- Aurona của William Lloyd Webber
- Frank Sinatra Conducts Tone Poems of Color của Frank Sinatra
- Điệu múa lễ nghi của bóng tối biến mất của Nigel Keay
- Ánh sáng phương Bắc của Nick Peros